# 喜劇 駅前探検
『喜劇 駅前探検』（きげき えきまえたんけん）は、1967年9月2日に東宝系で公開された日本映画。カラー。シネマスコープ。東京映画作品。94分。

## 概要
『駅前シリーズ』第20作。本作も前作『喜劇 駅前学園』同様、井上和男が監督と脚本の一部を担当している。更にシリーズでは珍しく、「原案」と「構成」の2段に分かれている。
本作では、質屋に売られた古文書の財宝（豊臣家の埋蔵金）を巡って、鉱山師・考古学者・質屋のトリオと、詐欺師トリオが争う展開になっている。その反面、本作では駅名や鉄道は登場しない。
ゲストは、NHK総合のドラマ『事件記者』から原保美・園井啓介・滝田裕介・近藤洋介・中原成男・守田比呂也の6名が新聞記者役で出演。
また名子役にして新鋭落語家の雷門ケン坊が、本名及び当時の芸名の「吉野謙二郎」名義で出演して、お経として寿限無の名前の部分を話す。

## スタッフ
- 製作：佐藤一郎、金原文雄
- 原案：桑田忠親（『日本宝島探検』より）
- 構成：八住利雄
- 脚本：井上和男、藤本義一
- 監督：井上和男
- 撮影：黒田徳三
- 音楽：広瀬健次郎
- 美術：小島基司
- 照明：今泉千仭
- 録音：神蔵昇
- スチル：大谷晟
- 編集：広瀬千鶴

## 出演者
- 森田徳之助（鉱山師）／ナレーター：森繁久彌
- 森田お信（その妻）：京塚昌子
- 森田徳一郎（その息子）：松山英太郎
- 坂井次郎（考古学者）：フランキー堺
- 池ノ内染子（女流作家）：池内淳子
- 伴野孫作（質屋）：伴淳三郎
- 伴野お浜（その妻）：中村メイコ
- 野村弓子（新興宗教の主導者）：野川由美子
- 野川青二斎（同宗教の教祖）：吉野謙二郎（雷門ケン坊）
- 大島圭子（料亭の女主人）：淡島千景
- 三井三平（詐欺師）：三木のり平
- 山根久太郎（その部下）：山茶花究
- 砂山六平太（その部下）：砂塚秀夫
- 新聞記者A：原保美
- 新聞記者B：園井啓介
- 新聞記者C：滝田裕介
- 新聞記者D：近藤洋介
- 新聞記者E：中原成男
- 新聞記者F：守田比呂也
- 警官：谷幹一

## 同時上映
『てなもんや幽霊道中』
- 原作：香川登志緒／脚本：笠原良三、澤田隆治／監督：松林宗恵／主演：藤田まこと、白木みのる
- 東宝版『てなもんや』シリーズ第3作（東映版からは第5作）にして最終作。